# جام هیولای دوسر و آهو
جام هیولای دوسر و آهو از آثار به جا مانده از فرهنگ و تمدن مارلیک است. کاربرد اصلی این جام نامشخص است اما به نظر می‌رسد ساغر یا از این قبیل ظروف بوده‌است. جنس این ظرف الکتروم (آلیاژ نقره و طلا) است. بر روی این اثر قلم‌کاری و برجسته‌کاری صورت گرفته‌است. بر روی جام، هیولا یا اژدهایی با فک باز وجود دارد که با هر پنجه خود یک آهو را در چنگ گرفته است.